# Проспект Маркса (Москва)
Проспе́кт Ма́ркса — магистраль в центре Москвы, названная в честь Карла Маркса и существовавшая с 1961 по 1990 год. Проспект имел изогнутую форму и огибал Кремль от площади Дзержинского (Лубянской) до Боровицкой площади. Его составляли три исторические улицы: Театральный проезд, Охотный Ряд и Моховая улица.

## История
Названный в честь немецкого философа и экономиста, основоположника научного коммунизма Карла Маркса проспект был разбит в 1961 году и объединил Театральный проезд, площадь Охотный Ряд, Моисеевскую площадь и Моховую улицу. В XIV веке на месте последней находилось Моховое болото, позднее образовалась «Моховая площадка», где продавался мох для конопатки стен в деревянных строениях. Улица получила название в XVIII веке по этой торговой площадке (находившейся на месте Манежа). Название Моисеевской площади связано с Моисеевским монастырём, располагавшимся там в XVII—XVIII веках. Площадь Охотный Ряд получила название по находившимся там торговым рядам и лавкам. Театральная площадь поочерёдно носила названия: Петровская площадь по пересекавшей её улице, с 1829 года — Театральная площадь по находящимся там зданиям Большого и Малого театров, с 1919 года — площадь Свердлова в честь умершего в этом году революционера. Место в центре Москвы, где впоследствии был разбит проспект, связано с различными событиями Октябрьской революции, в память о которых в советские годы на зданиях были установлены мемориальные доски.
Предпринятая после Октябрьской революции перестройка центра Москвы была связана с Генеральным планом реконструкции города 1930-х годов. Название проспекта связано с открытием на площади Свердлова памятника Карлу Марксу, состоявшимся 29 октября 1961 года. Проспект стал центральной городской магистралью. В 1960 году на месте пересечения проспекта с улицей Горького на Манежной площади был открыт первый в Москве подземный переход.
Примечательно, что в отличие от общего московского правила вести нумерацию домов с чётными номерами справа на радиальных улицах от центра, а на концентрических — по часовой стрелке, нумерация зданий на проспекте Маркса шла против часовой стрелки — от площади Дзержинского мимо Кремля до улицы Фрунзе.
В указанный период (1961—1990) станция Московского метрополитена «Охотный Ряд» именовалась «Проспект Маркса».
В конце 1970-х — начале 1980-х годов Генеральный план развития Москвы предусматривал соединение проспекта Маркса с Останкинским телевизионным центром путём постройки скоростной магистрали с условным названием «Северный луч». В состав магистрали планировалось включить Неглинную улицу, Цветной бульвар, улицу Советской Армии и Шереметьевскую. Проект не был осуществлён.  
В 1990 году проспект Маркса был разделён на три улицы с прежними историческими названиями. Переименована была и станция метро.

## Примечательные здания
См. также: Здания и сооружения Охотного Ряда
По нечётной стороне
- № 1 — Гостиница «Метрополь». Построена в 1899—1905 годах по инициативе Саввы Мамонтова, проект Вильяма Валькота. Здание является самым крупным общественным зданием эпохи модерна и признаётся одним из самых значительных московских историко-архитектурных памятников этого стиля.
- № 3 — Московский коммунальный музей (с 1987).
- № 7 — Гостиница «Москва» (1-я очередь: 1932—1936, архитекторы А. В. Щусев, Л. И. Савельев, О. А. Стапран; 2-я очередь: 1976, архитекторы А. Б. Борецкий, А. А. Дзержкович, И. Е. Рожин, Д. С. Солопов, В. А. Щелкановцева. Снесена в 2004 году. Отстроена заново с изменением композиции и деталей оформления по проекту В. В. Колосницына).

По чётной стороне
- № 2 — универмаг «Детский мир», построен в 1953—1957 годах по проекту архитектора Алексея Душкина (соавторы И. М. Потрубач и Г. Г. Аквилев, инженер Л. М. Глиэр) на месте снесённого Лубянского пассажа, над станцией метро глубокого заложения «Дзержинская» (с 1990 года — «Лубянка»).
- № 4 — Министерство сельского строительства СССР.
- № 6 — Литературный музей Библиотеки имени Ленина, бывшая гостиница Дюссо.
- № 8 — Дом со встроенным вестибюлем станции метро «Проспект Маркса». В основе здания — дом, выстроенный в ампирных формах по проекту О. И. Бове в ходе реконструкции Театральной площади. Позднее здание неоднократно надстраивалось и перестраивалось. В 1934—1935 годах дом был вновь перестроен по проекту архитектора Д. Н. Чечулина, разместившего в высоком цокольном этаже здания вестибюль станции метро. Фасад здания обработан плоскими пилястрами, завершён высоким архитравом, выведенным в один уровень с Домом Союзов, с карнизом и балюстрадой. Вестибюль метро выделен обработкой фасада тёмно-красным цветом гранита и рустованной штукатурки.
- № 8/2 —  музей Государственного академического Большого театра Союза ССР.
- № 10 — Дом Союзов. Здание в стиле классицизма, предназначавшееся для проведения балов и приёмов московских дворян. Изначально — усадебный дом князя В. М. Долгорукова-Крымского, построенный в первой половине XVIII века. После выкупа усадьбы в 1784 году было перестроено для московского дворянского собрания архитектором М. Ф. Казаковым. На месте бывшего внутреннего двора был построен Колонный Зал. После пожара 1812 года здание восстанавливалось учеником Казакова А. Н. Бакаревым. В 1903—1908 годах реконструировано архитектором А. Ф. Мейснером.
- № 12 — Здание Совета труда и обороны (СТО), затем — Совета народных комиссаров, Совета Министров СССР, Госплана СССР, в настоящее время — Государственной Думы РФ (1932—1935, архитектор А. Я. Лангман, при участии С. В. Сергиевского и Н. В. Мезьера).
- № 14 — Гостиница «Националь», построена в 1901—1902 годах, архитектор А. В. Иванов. Майоликовые панно верхнего этажа изготовлены на заводе «Абрамцево». Автор современного панно в угловой части здания — И. И. Рерберг. Здание построено для Варваринского акционерного общества. С 1918 — 1-й Дом Советов, гостиница с конца 1920-х гг.
- № 16 — здание ВАО «Интурист» (дом Жолтовского).
- № 18 — аудиторный корпус Московского государственного университета имени М. В. Ломоносова[1] (с 1988 — Государственный геологический музей).

## Галерея
- Почтовая марка СССР с изображением зданий Совета министров СССР и гостиницы «Москва»
- Здание универмага «Детский мир», 1961 год
- Делегаты XVI съезда ВЛКСМ выходят из здания Колонного зала Дома Союзов, 1970 год
- Южная часть проспекта — здания МГУ и ВАО «Интурист», 1984 год
- Вестибюль станции «Проспект Маркса», Малый театр и гостиница «Метрополь», 1975 год